# گرینوود (لوئیزیانا)
گرینوود (به انگلیسی: Greenwood) شهری در ایالت لوئیزیانا کشور ایالات متحده آمریکا است که جمعیت آن در سرشماری سال ۲۰۱۰ میلادی، ۳٬۲۱۹ نفر بوده‌است.